# 파트리시아 필라르
파트리시아 필라르(Patrícia Pillar, 1964년 1월 11일 ~ )는 브라질의 배우이다.

## 참여 작품

### 영화
- 펭귄 - 위대한 모험

### 텔레비전
- 라두 아 라두
- 사우비-시 켕 푸데르